# Wiler Turm
Der Wiler Turm ist ein 38 m hoher Holzturm, der im Jahre 2006 auf dem teilweise bewaldeten Hofberg (723 m. ü. M., 1,5 km nördlich des Stadtzentrums) bei Wil SG im Kanton St. Gallen aufgestellt wurde. Von der schlanken Holzkonstruktion ist aus der Ferne lediglich der obere Teil mit der Aussichtsplattform sichtbar.

## Aufbau
Der Entwurf des Turms stammt von Julius Natterer.

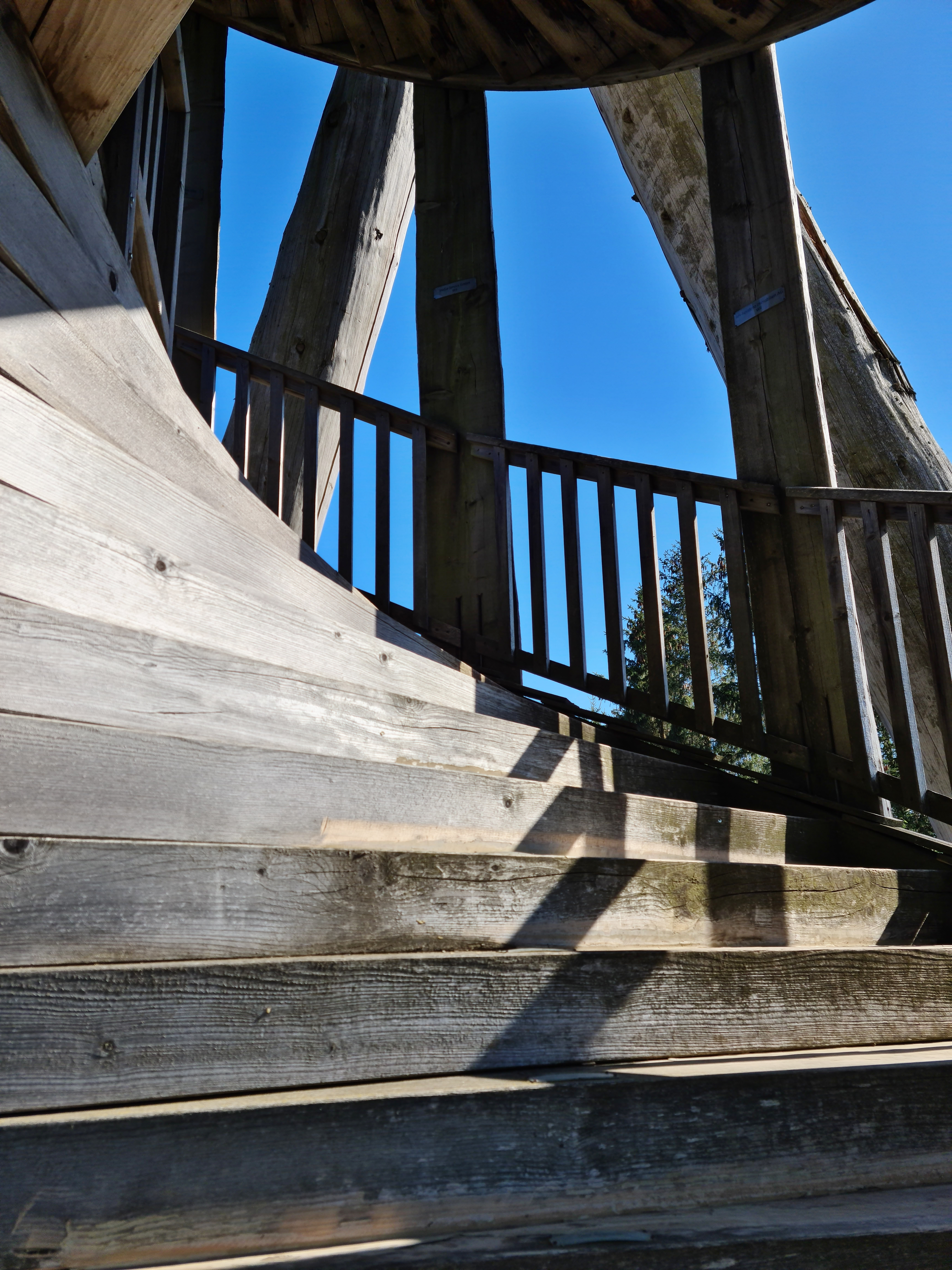
Treppen
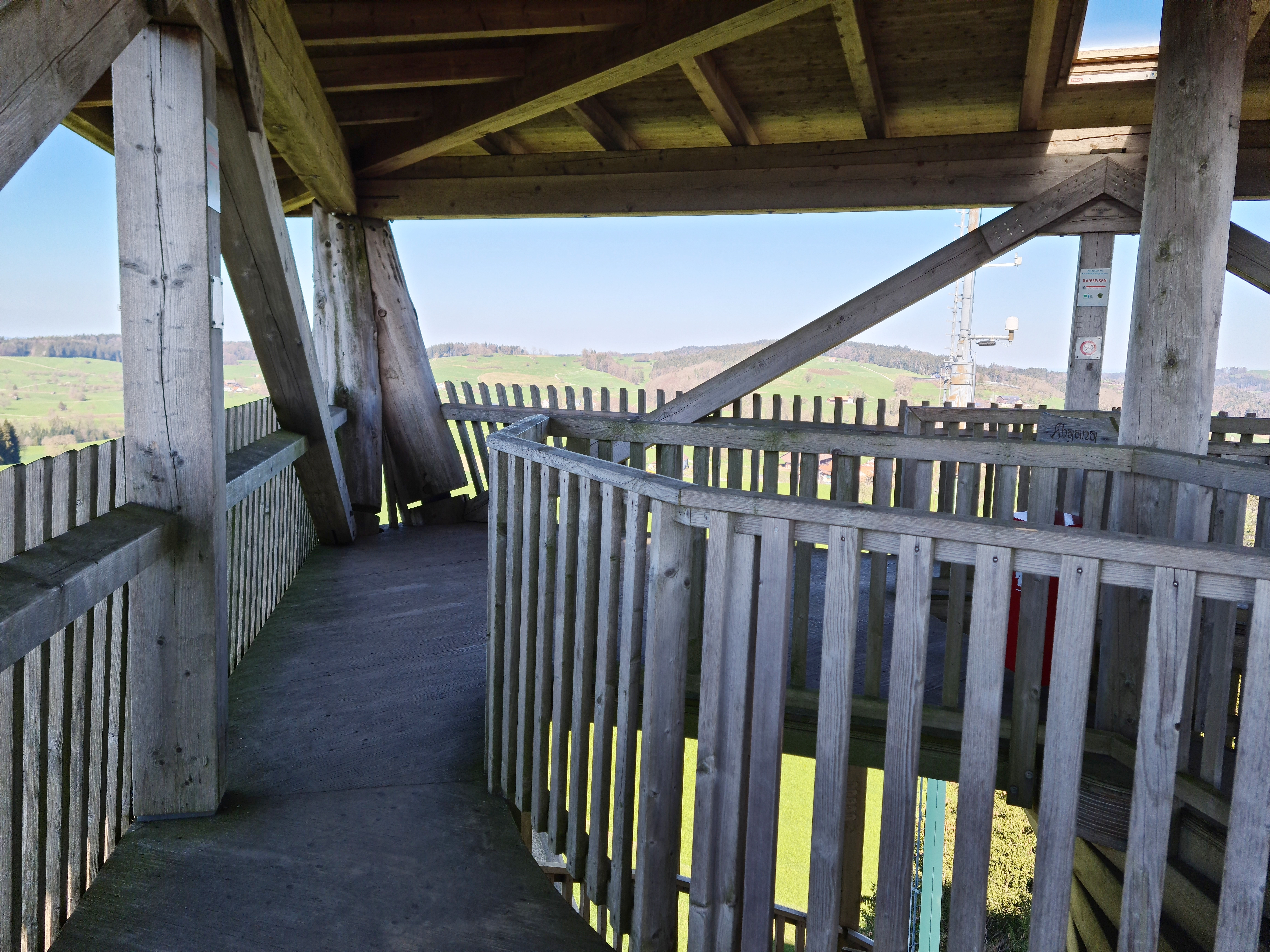
Aussichtsplattform

Der Grundriss des Turms besteht aus einem gleichseitigen Dreieck mit einer Schenkellänge von 12 m an der Basis. Dieses verjüngt sich bis zu einer Höhe von 17 m, um dann auf einer Höhe von 34 m wieder die ursprüngliche Größe aufzuweisen. Die Aussichtsplattform auf 34 m Höhe mit 3 Panoramatafeln ist überdacht und über 189 Treppenstufen erreichbar.
Die Verkehrs- und Windlasten werden über drei X-förmige Stützen abgetragen. Ein X besteht dabei aus zwei oberen und zwei unteren Rundhölzern, die auf der Höhe der Zwischenplattform biegesteif miteinander verbunden sind. Die Lasten aus dem Dach werden von drei W-förmigen Fachwerken in den Aussenstützen eingetragen.
Der Kern des Turmes besteht aus einer doppelten Wendeltreppe mit zwei voneinander unabhängigen Treppenläufen (Treppe zum Turm, Treppe vom Turm) von je 2,50 m Breite. Nach je 18 Trittstufen sind Zwischenpodeste vorhanden. Die Trittstufen aus Massivholz im Format 18 × 36 cm wurden mittig an einer Metallspindel aufgereiht und verschraubt.
Für die Konstruktion wurde ausschließlich Holz aus umliegenden Wäldern verwendet. Der Großteil des Holzes, nämlich die Rundhölzer aus Douglasien und die Treppenstufen aus Weisstanne wurden im Frühjahr 2005 gefällt, eingeschnitten und naturgetrocknet.